# Tickells jungletimalia
Tickells jungletimalia (Pellorneum tickelli synoniem: Trichastoma tickelli) is een zangvogel uit de familie Pellorneidae.

## Verspreiding en leefgebied
Deze soort telt 5 ondersoorten:
- P. t. assamense: van noordoostelijk India en oostelijk Bangladesh tot noordelijk en westelijk Myanmar.
- P. t. grisescens: zuidwestelijk Myanmar.
- P. t. fulvum: van noordoostelijk Myanmar, noordelijk Thailand en zuidelijk China tot noordelijk Indochina.
- P. t. annamense: Cambodja en zuidelijk Indochina.
- P. t. tickelli: Maleisië.